# Alain Sutter
Alain Sutter, född 22 januari 1968, är en schweizisk före detta professionell fotbollsspelare som spelade vänstermittfältare för fotbollsklubbarna Grasshopper,  Young Boys, Nürnberg, Bayern München, Freiburg och Dallas Burn mellan 1985 och 1998. Han vann två raka ligamästerskap (1989–1990 och 1990–1991) respektive schweizisk cuper (1988–1989 och 1989–1990) med Grasshopper samt en Lamar Hunt US Open Cup med Dallas Burn för säsongen 1997. Sutter spelade också 68 landslagsmatcher för det schweiziska fotbollslandslaget mellan 1985 och 1996.